# Parque de vida silvestre de Fota
El Parque de vida silvestre de Fota (en inglés: Fota Wildlife Park) es un parque natural de 30 hectáreas situado en la isla de Fota, cerca de Carrigtwohill, condado de Cork, en la República de Irlanda. El parque es el hogar de cerca de 30 especies de mamíferos y 50 especies de aves. Algunos de los animales deambulan libremente con los visitantes, como los lémures de cola anillada y los monos ardilla, mientras que los animales más grandes, como la jirafa y el bisonte, viven en potreros con barreras discretas para permitir la visualización de los animales en un entorno más natural.